# Mortierella elasson
Mortierella elasson är en svampart som beskrevs av Sideris & G.E. Paxton 1929. Mortierella elasson ingår i släktet Mortierella och familjen Mortierellaceae.   Inga underarter finns listade i Catalogue of Life.